# Пудожгорський ВТТ
Пудожгорський ВТТ (рос. ПУДОЖГОРСКИЙ ИТЛ, Пудожстрой, ИТЛ и Строительство Пудожгорского металлургического комбината) — підрозділ системи виправно-трудових установ ГУЛАГ, який діяв з 05.07.40 до 28.06.41.

## Підпорядкування і дислокація
- ГУЛАГ з 05.07.40;
- ГУЛПС (промислового будівництва) з 26.02.41 ;
- УЛСПЧМ (Управління таборів з будівництва підприємств чорної металургії) з 14.05.41.

Дислокація: Карело-Фінська РСР, с.Пудож на 05.07.40;

м. Медвеж'єгорськ на 17.10.40 {11};

с. Римське на березі Онезького озера, 150 км від Медвеж'єгорська.

## Виконувані роботи
- буд-во Пудожгорського металургійного (феро-ванадієвого) комбінату.

## Чисельність з/к
- 01.04.41 — 2610,
- 01.07.41 — 2574

## Історія
В середині 40-х років вчені на чолі з І. П. Бардіним пропонували слідом за Череповецьким заводом відновити будівництво Пудожгорського металургійного комбінату, а потім побудувати ще кілька металургійних підприємств.
На початку 60-х років курс на створення північно-західної металургії фактично був згорнутий, бо в уряді склалася думка, що «наявність освоєної площі Череповецького заводу, кваліфікованих кадрів, потужної будівельної бази створює сприятливі умови для подальшого розвитку заводу з меншими питомими капітальними вкладеннями, ніж при будівництві нових підприємств».